# Pikelinia jaminawa
Espèce
Synonymes
- Misionella jaminawa Grismado & Ramírez, 2000

Pikelinia jaminawa est une espèce d'araignées aranéomorphes de la famille des Filistatidae.

## Distribution
Cette espèce se rencontre au Brésil, au Pérou et en Bolivie.

## Description
Le mâle holotype mesure 2,49 mm et la femelle paratype 2,92 mm.

## Systématique et taxinomie
Cette espèce a été décrite sous le protonyme Misionella jaminawa par Grismado et Ramírez en 2000. Elle est placée dans le genre Pikelinia par Magalhaes et Ramírez en 2022.

## Publication originale
- Grismado & Ramírez, 2000 : « Notes on the spider genus Misionella with a description of a new species from Brazil (Araneae: Filistatidae). » Studies on Neotropical Fauna and Environment, vol. 35, no 2, p. 161-163 (texte intégral).